# 16 bästa (album av Sanna Nielsen)
16 bästa är ett samlingsalbum från 2014 av Sanna Nielsen.

## Låtlista
1. Empty Room
2. I'm in Love
3. Nobody Without You
4. I Can Catch the Moon
5. Devotion
6. Part of Me
7. Can't Stop Love Tonight
8. Demolition Woman
9. Till en fågel
10. I går, i dag
11. Vägen hem
12. Du och jag mot världen  (med Fredrik Kempe)
13. Vågar du, vågar jag
14. Koppången
15. Rör vid min själ (You Raise Me Up)
16. Nära mej